# Zosterop de Marianne
El zosterop de Marianne (Zosterops semiflavus) és un ocell extint de la família dels zosteròpids (Zosteropidae).

## Hàbitat i distribució
Habitava l'illa de Marianne, a les Seychelles.

## Taxonomia
Va ser descrita com una espècie de ple dret per Edward Newton el 1867. Més tard va ser considerada una subespècie del zosterop de Mayotte (Zosterops mayottensis), fins que un estudi de 2006va demostrar que en realitat està relacionat de manera més estreta amb el zosterop del Karthala (Zosterops mouroniensis) que no pas amb el de Mayyotte. Va passar a ser considerada de nou una espècie de ple dret.